# Per capita
Per capita – łacińskie wyrażenie przyimkowe oznaczające „dla każdej głowy”, w potocznym użyciu „na osobę”. Pojęcie to jest używane m.in. w statystyce i naukach społecznych oraz w statystykach rządowych i wskaźnikach ekonomicznych.

## Przykłady używania
- produkt krajowy brutto per capita[3]
- konsumpcja per capita[4]
- liczba zarejestrowanych samochodów per capita[5]